# Hardecanut
Hardecanut (danès: Hardeknud; anglès: Harthacanute; 1018-8 de juny de 1042) va ser rei de Dinamarca (Canut III) a partir del 1035 i d'Anglaterra (Canut II) a partir del 1040.Abans d'esdevenir rei a Anglaterra es va trobar amb una rebel·lió pel tron que també havia heretat a Noruega. El seu regnat a Anglaterra va arribar després de la mort dels seus germanastres Harold i Alfred; va ser impopular, pels elevats impostos que va imposar.

## Drets successoris
Únic fill mascle del rei Canut el Gran i d'Emma de Normandia. El seu pare havia tingut anteriorment dos fills amb Ælfgifu de Northampton, la qual va repudiar per casar-se amb Emma, vídua del rei d'Anglaterra. Segons diu l'Encomium Emmae Reginae Canut va estar d'acord a donar preferència en la successió els fills que tingués amb aquesta dama. Un fet que podria confirmar això és el lloc preferent que van tenir Hardecanut i la seva mare en la cerimònia de trasllat de les relíquies de sant Ælfheah, de Londres a Canterbury, l'any 1023.

## Rei de Dinamarca
El seu pare, l'havia col·locat al capdavant de la comissió de govern de Dinamarca quan només tenia 8 anys, sota la tutela del comte Ulf, cunyat de Canut. Tanmateix Ulf va començar a governar pel seu compte, sense esperar rebre la confirmació de les seves decisions per part de Canut, que estava vivint a Anglaterra. Canut va enviar una expedició l'any 1027 per aturar la seva insubordinació. Va matar Ulf, va perdonar Hardecanut perquè havia obrat malaconsellat i el va proclamar rei de Dinamarca.
Canut va deixar Noruega sota el govern d'Håkon Eiriksson, però va morir en un naufragi l'any 1029, i després va conferir el govern al seu fill Svein i a la seva mare Ælfgifu, primera esposa de Canut. Amb el temps es van fer impopulars per les taxes elevades que van imposar i per la preferència que mostraven envers els consellers danesos a la cort noruega. Això va fer que Magne Olavsson, fill del deposat rei de Noruega, s'alcés contra Svein l'any 1035. Svein i la seva mare van fugir cap a Dinamarca, on Hardecanut va decidir demanar reforços al seu pare. La resposta que va arribar el novembre els anunciava que el pare havia mort. Hardecanut va ser coronat i de seguida va començar a preparar la campanya per recuperar Noruega. Svein va morir poc després però Hardecanut va continuar amb els plans encara que, de moment, va signar amb Håkon un acord de no bel·ligerància. Segons alguns historiadors aquest tractat es va fer només perquè pogués anar a Anglaterra a prendre possessió d'aquells territoris, que també heretava del seu pare.

## Rei d'Anglaterra
Hardecanut va heretar el tron de Dinamarca a la mort del seu pare el 1035. Com que no es podia ocupar del regne d'Anglaterra degut a la guerra que s'havia iniciat contra Noruega, va acceptar que el seu mig germà Harold Harefoot hi governés com a regent.
Però Harold va fer-se proclamar rei d'Anglaterra el 1037 en nom propi amb l'argument que Hardecanut havia "descuidat els seus deures en passar massa temps a Dinamarca". Es deia també que els primogènits de la seva mare, Emma de Normandia, havien començat a complotar per assumir el tron anglès. Hardecanut va preparar una invasió d'Anglaterra, però Harold va morir el 17 de març del 1040 abans que hi hagués cap batalla i els primogènits d'Emma, Alfred i Eduard, ja no eren un perill: el primer havia estat cegat i havia mort de les ferides, mentre que el segon havia fugit.
En arribar a l'illa, es va fer coronar (Canut II d'Anglaterra) i ordenà desenterrar el cos de Harold per llençar-lo a un pantà. Emma va demanar que portessin a judici el comte Godwin de Wessex i el bisbe Lyfing de Worcester per la seva implicació en el cegament d'Alfred. Aquests es van lliurar de ser condemnats aportant testimonis que asseguraven que havien actuat així per ordre de Harold. Godwin va regalar després a Hardecanut un vaixell tant ricament decorat que hauria costat més que una fiança en cas que l'haguessin trobat culpable.
Els anglesos estaven acostumats a un rei que governés escoltant un consell d'assessors, però Hardecanut havia governat a Dinamarca de manera autocràtica i no tenia intenció de canviar, sobretot després de veure el que havia passat amb el seu germanastre. Al començament se'n va sortir amb la seva i va aconseguir intimidar els comtes. Es va proposar doblar el nombre de vaixells de guerra —de setze a trenta-dos— per poder defensar el domini del regne tan gran que havia heretat, i per poder fer això va augmentar les taxes sobre els ciutadans, cosa que el va fer molt impopular. L'augment va coincidir amb una temporada de collites escasses, cosa que va dificultar els pagaments. El 1041 dos dels seus cobradors van ser tan inflexibles que la gent se'ls va girar en contra i els van matar. El rei va reaccionar amb un càstig que la gent anomenava el harrying i que va consistir en cremar les poblacions i les persones que havien participat en aquells fets. Tanmateix poca gent va morir, ja que, en sentir la notícia, van fugir.
El comte Siward governava Northúmbria però la regió més al nord, Bernícia, estava sota el govern del comte Eadwulf, al qual se li permetia un tipus de govern mig independent. Això no agradava a l'autocràtic Hardecanut que, el 1041 es va enemistar amb ell, però més tard es van reconciliar: el rei li va prometre un salconduit però després es va confabular amb Siward per assassinar-lo. El fet de trencar la paraula li va donar molt mala fama i des de llavors el van tenir per un traïdor.

## Mort i successió
Hardecanut havia patit sempre de mala salut, probablement tenia tuberculosi. L'any 1041 va convidar a la cort el seu mig germà Eduard el Confessor (el fill de la seva mare Emma amb el seu anterior marit, Etelred l'Indecís). Probablement el va nomenar hereu al regne anglès, ja que Hardecanut no estava casat i no tenia fills coneguts.
El 8 de juny del 1042 va morir. Havia assistit a una festa de casament i havia begut molt d'alcohol, la mort li va venir mentre dormia, probablement per una fallada cardíaca. Va ser enterrat a Winchester al costat dels seus dos pares. Eduard va passar a ser rei d'Anglaterra, restituint l'antiga dinastia saxona. El regne de Dinamarca va passar a les mans de Magne Olavsson.
Hi ha una altra versió sobre la mort de Hardecanut, segons la qual el rei Magne de Noruega el va anar a visitar i mentre tots dos estaven bevent, l'un a la salut de l'altre, va arribar Ælfgifu de Northampton (la primera esposa del seu pare), amb una copa enverinada que va oferir al noruec però aquest la va intercanviar amb Hardecanut. Els historiadors moderns no donen crèdit a aquesta llegenda, la qual consideren part de la propaganda contra la primera esposa de Canut el Gran.

## Ancestres
|  |                                |  |  |  |  |  |  |  |  |  |  |  |  |  |  |  |
|  | 16. Gorm el Vell               |  |  |  |  |  |  |  |  |  |  |  |  |  |  |  |
|  |                                |  |  |  |  |  |  |  |  |  |  |  |  |  |  |  |
|  |                                |  |  |  |  |  |  |  |  |  |  |  |  |  |  |  |
|  | 8. Harald Blåtand de Dinamarca |  |  |  |  |  |  |  |  |  |  |  |  |  |  |  |
|  |                                |  |  |  |  |  |  |  |  |  |  |  |  |  |  |  |
|  |                                |  |  |  |  |  |  |  |  |  |  |  |  |  |  |  |
|  | 17. Thyra                      |  |  |  |  |  |  |  |  |  |  |  |  |  |  |  |
|  |                                |  |  |  |  |  |  |  |  |  |  |  |  |  |  |  |
|  |                                |  |  |  |  |  |  |  |  |  |  |  |  |  |  |  |
|  | 4. Sven Tveskæg                |  |  |  |  |  |  |  |  |  |  |  |  |  |  |  |
|  |                                |  |  |  |  |  |  |  |  |  |  |  |  |  |  |  |
|  |                                |  |  |  |  |  |  |  |  |  |  |  |  |  |  |  |
|  | 2. Canut el Gran               |  |  |  |  |  |  |  |  |  |  |  |  |  |  |  |
|  |                                |  |  |  |  |  |  |  |  |  |  |  |  |  |  |  |
|  |                                |  |  |  |  |  |  |  |  |  |  |  |  |  |  |  |
|  | 10. Miecislau I de Polònia     |  |  |  |  |  |  |  |  |  |  |  |  |  |  |  |
|  |                                |  |  |  |  |  |  |  |  |  |  |  |  |  |  |  |
|  |                                |  |  |  |  |  |  |  |  |  |  |  |  |  |  |  |
|  | 5. Sígrid de Polònia           |  |  |  |  |  |  |  |  |  |  |  |  |  |  |  |
|  |                                |  |  |  |  |  |  |  |  |  |  |  |  |  |  |  |
|  |                                |  |  |  |  |  |  |  |  |  |  |  |  |  |  |  |
|  | 1. Hardecanut                  |  |  |  |  |  |  |  |  |  |  |  |  |  |  |  |
|  |                                |  |  |  |  |  |  |  |  |  |  |  |  |  |  |  |
|  |                                |  |  |  |  |  |  |  |  |  |  |  |  |  |  |  |
|  | 24. Rol·ló                     |  |  |  |  |  |  |  |  |  |  |  |  |  |  |  |
|  |                                |  |  |  |  |  |  |  |  |  |  |  |  |  |  |  |
|  |                                |  |  |  |  |  |  |  |  |  |  |  |  |  |  |  |
|  | 12. Guillem I de Normandia     |  |  |  |  |  |  |  |  |  |  |  |  |  |  |  |
|  |                                |  |  |  |  |  |  |  |  |  |  |  |  |  |  |  |
|  |                                |  |  |  |  |  |  |  |  |  |  |  |  |  |  |  |
|  | 6. Ricard I de Normandia       |  |  |  |  |  |  |  |  |  |  |  |  |  |  |  |
|  |                                |  |  |  |  |  |  |  |  |  |  |  |  |  |  |  |
|  |                                |  |  |  |  |  |  |  |  |  |  |  |  |  |  |  |
|  | 3. Emma de Normandia           |  |  |  |  |  |  |  |  |  |  |  |  |  |  |  |
|  |                                |  |  |  |  |  |  |  |  |  |  |  |  |  |  |  |
|  |                                |  |  |  |  |  |  |  |  |  |  |  |  |  |  |  |